# Пойменная многорукавность
Пойменная многорукавность — обобщающее название разных типов разветвлённых русел с разными типами русловых процессов в них.

## Определение
Выделить основное русло среди многочисленных проток часто невозможно. Деформации русла сводятся к развитию спрямляющих протоков, их отмиранию и возобновлению, сопровождающемуся перераспределением расхода воды между рукавами.
Признак пойменной многорукавности - наличие широкой поймы, в которой река протекает многими рукавами. Острова, образованные протоками на участках пойм, обладают большой плановой устойчивостью.
Отдельные рукава (спрямления ряда излучин) имеют значительную протяженность и могут рассматриваться как самостоятельные реки того или иного типа.